# گریت یلدم
گریت یلدم (به انگلیسی: Great Yeldham) یک روستا در بریتانیا است که در Great Yeldham واقع شده‌است. گریت یلدم ۱٬۸۴۱ نفر جمعیت دارد.